# Högnordisk blåvinge
Högnordisk blåvinge, Agriades aquilo, är en fjärilsart som beskrevs av Jean-Baptiste Boisduval, 1832. Enligt Artfakta ingår högnordisk blåvinge i släktet Agriades men enligt Catalogue of Life är tillhörigheten istället släktet Plebejus. Enligt båda källorna tillhör högnordisk blåving familjen juvelvingar.

## Taxonomi
Arten har accepterats som artskild från Agriades glandon av vilken den tidigare betraktades som en underart av.

### Underarter
Fem underarter listas av Catalogue of Life:
- Plebejus aquilo bryanti Leussler, 1935
- Plebejus aquilo kohlsaati  (Gunder, 1932)
- Plebejus aquilo lacustris  Freeman, 1939
- Plebejus aquilo megalo  (McDunnough, 1930)
- Plebejus aquilo suttoni  (Holland, 1932)

## Beskrivning
Vingspannet är 20 till 24 millimeter. Hos honan är vingarna ljusbrungråa på ovansidan, hos hanen gråblå. Undersidan är ljust brungrå med längsrader av ljusa fläckar, oftast med mörk centrumfläck.

## Utbredning
Arten finns i norra Skandinaviska halvön (i Norge från 66° N till Nordkap), på Kolahalvön, en lokal i norra Uralbergen, på Grönland samt i norra Nordamerika, söderut till delstaten Washington i USA. I Sverige finns den i fjällkedjan i Lappland, i Finland i de nordligaste delarna av Lappland. I Sverige är den rödlistad som nära hotad (NT), i Finland som starkt hotad (EN). På Europeisk nivå är den emellertid betraktad som livskraftig (LC).

## Ekologi
I Skandinavien förekommer fjärilen i fjällen ovanför skogsgränsen, från 750 meters höjd, på vittrade kalkbergarter i syd- och sydvästbranter, gärna med kråkbär. I norska Finnmark fylke går arten dock ner till havsytans nivå.
Larven lever på bräckor, främst purpurbräcka. I Nordamerika lever den även på fjällgrönor. Larven övervintrar. Flygperioden för den fullbildade, imago, fjärilen är kort, endast några veckor, vanligen i juli. Hanen parar sig med honan just efter att hon har lämnat puppan.